# イヴォ・ヴィクトル
イヴォ・ヴィクトル（Ivo Viktor, 1942年5月21日 -）は、チェコ（旧チェコスロバキア）の元サッカー選手、サッカー指導者。ポジションはGK。

## 経歴
ヴィクトルは1960年にTJジュレザールニーで選手キャリアをスタートすると、翌1961年に1.FCブルノへ移籍。1963年からはチェコスロバキア軍が支援をするデュクラ・プラハへ移籍した。ヴィクトルは、このクラブで1977年に引退をするまでプレーを続け、4度のチェコスロバキアリーグ優勝 (1963, 1964, 1966, 1977) と3度のカップ戦優勝 (1965, 1966, 1969) に貢献した。
チェコスロバキア代表としては、1966年のブラジルとの親善試合で代表デビュー。FIFAワールドカップ・メキシコ大会、1976年のUEFA欧州選手権優勝に貢献するなど、国際Aマッチ63試合に出場した。
個人としては5度のチェコスロバキア年間最優秀選手賞を受賞、1976年の欧州選手権優勝の年にはバロンドールで3位にランクインするなど、1970年代を代表するキーパーの一人であった。
引退後は指導者の道へ進み、デュクラ・プラハやチェコスロバキア代表のGKコーチとしを務めていた。現在はチェコ共和国サッカー協会に勤務をしている。

## 個人タイトル
- チェコスロバキア年間最優秀選手賞：5回 (1968, 1972, 1973, 1975, 1976)
- ヨーロッパ年間最優秀GK賞：2回 (1969, 1976)